# Moges Taye
Moges Taye (* 12. November 1973 in der Provinz Shewa) ist ein äthiopischer Marathonläufer.
1996 gewann er den Rom-Marathon. Im Jahr darauf wurde er ebendort Zweiter und Sechster beim Prag-Marathon, erreichte aber bei den Weltmeisterschaften 1997 in Athen nicht das Ziel. Zum Saisonabschluss siegte er beim Istanbul-Marathon.
1998 gewann er zunächst den Tiberias-Marathon und wurde Zweiter in Rom und stellte dann als Sieger des Vienna City Marathons mit 2:09:21 h seine persönliche Bestzeit auf. In Istanbul verteidigte er seinen Titel, und beim Fukuoka-Marathon wurde er Siebter. 1999 wurde er Zweiter in Wien und siegte zum dritten Mal in Folge in Istanbul.
Einem vierten Platz in Rom und einem zehnten Platz beim Berlin-Marathon 2000 folgten 2001 ein Sieg beim Venedig-Marathon und ein zweiter Platz beim Honolulu-Marathon. Jeweils Dritter wurde er 2002 in Rom und Venedig.
2003 siegte er zum zweiten Mal in Tiberias und wurde Dritter beim Turin-Marathon. Bei den Weltmeisterschaften in Paris/Saint-Denis musste er allerdings erneut aufgeben.
Im Jahr darauf gewann er den Nagano-Marathon und wurde Vierter in Prag. 2005 wurde er Dritter in Nagano und 2006 Dritter beim Hong Kong Marathon. 2007 kam er in Nagano auf den sechsten, 2008 auf den 14. Platz.
Moges Taye ist 1,72 m groß und wiegt 54 kg. Er wird von Demadonnathletics betreut.